# Sicherheitsbremse

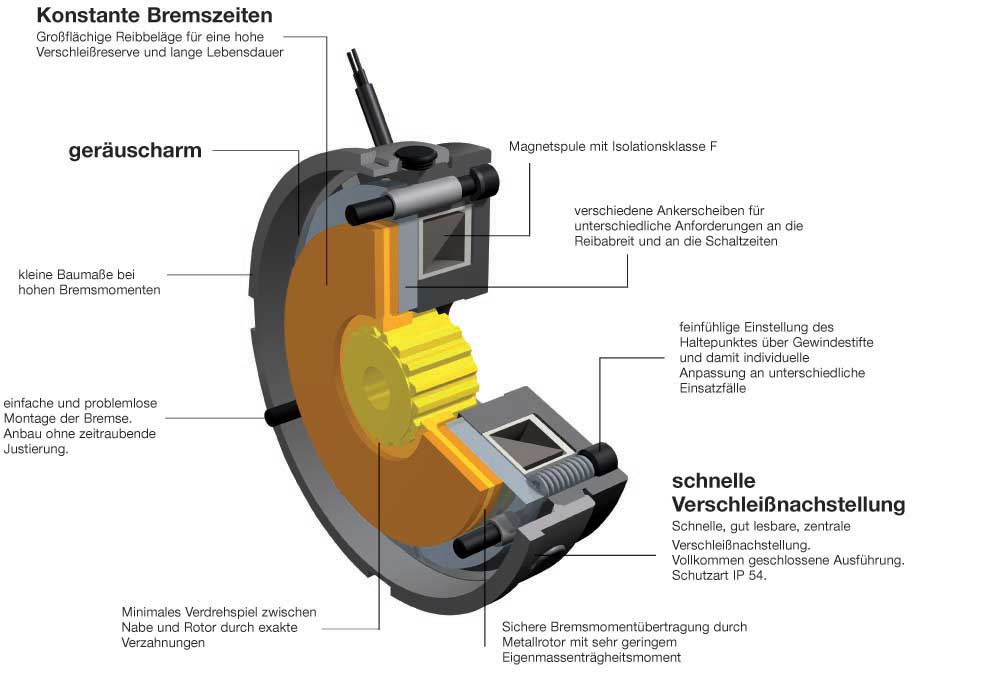
Detaillierter Aufbau einer Sicherheitsbremse

Sicherheitsbremsen haben die Aufgabe, bewegte Massen oder Lasten aus der Bewegung abzubremsen beziehungsweise im Stillstand sicher zu halten. Das Bremsmoment beziehungsweise die Bremskraft wird bei Sicherheitsbremsen über vorgespannte Federn erzeugt. Gelüftet werden die Bremsen elektromagnetisch, hydraulisch oder pneumatisch. Im energielosen Zustand sind sie geschlossen. Sie entsprechen damit den geforderten Sicherheitsaspekten bei allen Betriebsbedingungen einschließlich Not-Aus und Stromausfall. Aber auch bei einer Beschädigung der Bremse, zum Beispiel durch Bruch der Energiezuleitung oder Ausfall der Magnetspule, bleibt das Bremsmoment erhalten. Ausfallsicher (fail-safe) heißt also, dass die Bremswirkung auch bei ungünstigen Bedingungen und Betriebsstörungen immer sichergestellt ist.

## Konstruktion / Montage

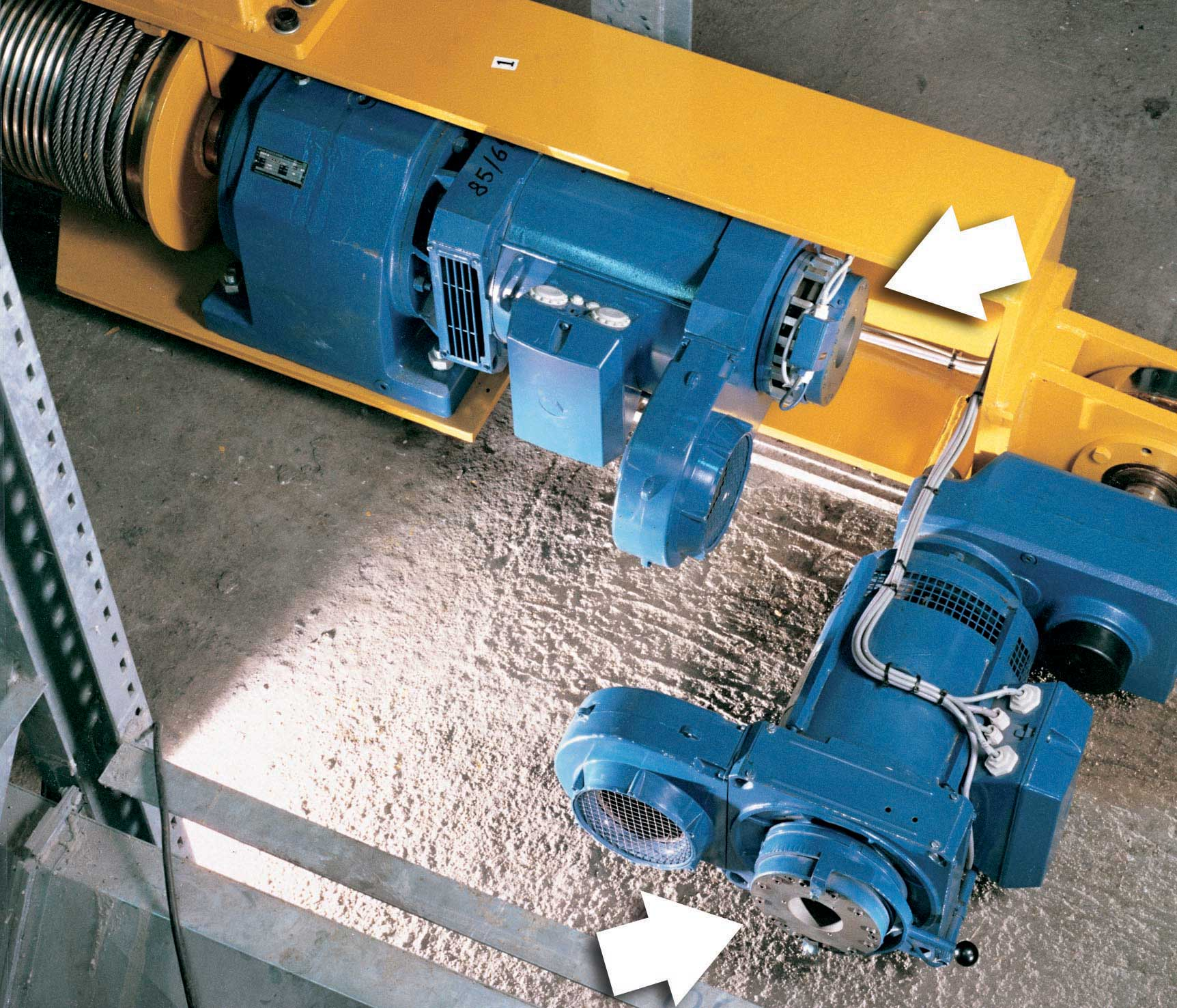
Einbaubeispiel für eine Sicherheitsbremse

Die gängigste Bauart bei Sicherheitsbremsen ist die elektromagnetische, ruhestrombetätigte Federdruckbremse. 
Sie wird in aller Regel an der B-Lagerseite von Elektromotoren angebaut. Unbestromt drücken Federn gegen die Ankerscheibe der Bremse. Die Reibbeläge des Rotors, der über eine Verzahnung mit der Motorwelle verbunden ist, werden zwischen dieser Ankerscheibe und der Anbaufläche (Motorrückseite) der Bremse eingespannt. Wird die Spule der Bremse bestromt, baut sich ein Magnetfeld auf, das die Ankerscheibe anzieht und so den Rotor mit den Reibbelägen freigibt. Die Bremse ist gelüftet.

## Varianten

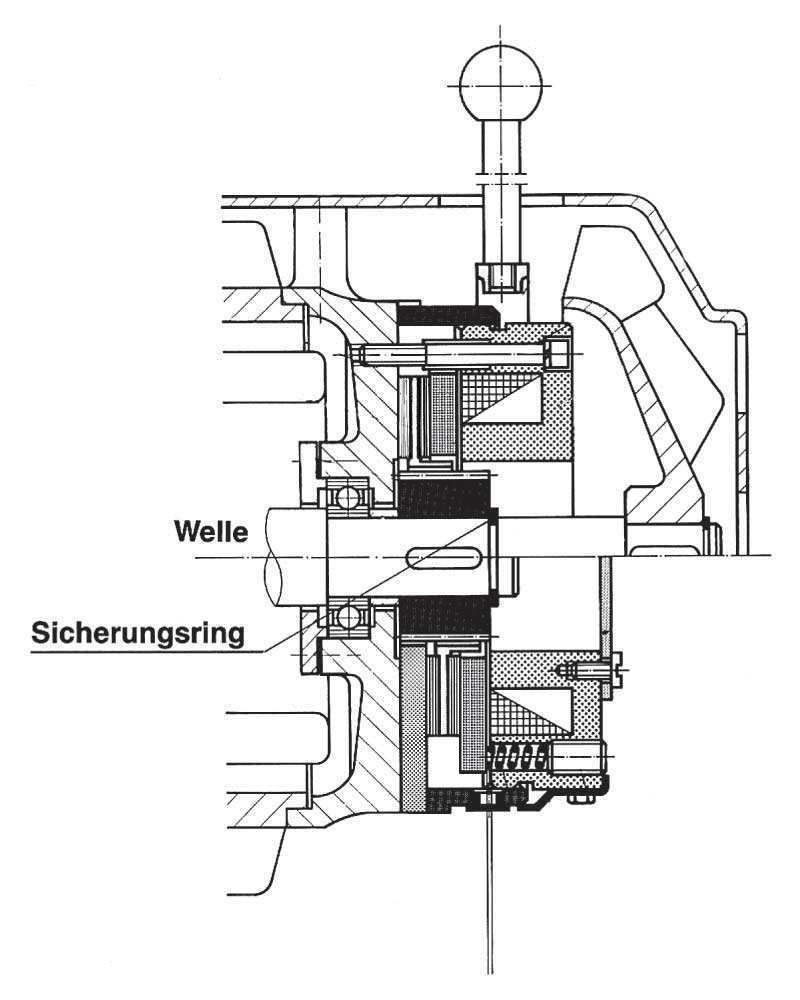
Querschnitt einer Sicherheitsbremse

### Positionierbremse (Stopp- und Regelbremse)
In der Vergangenheit wurden Sicherheitsbremsen häufig dazu verwendet, Maschinen oder Anlagen aus der Bewegung abzubremsen und exakt an definierter Stelle zu positionieren. Die Positioniergenauigkeit wird dabei von einigen Parametern negativ beeinflusst. Wenn die Reibbeläge verschleißen, vergrößert sich der Arbeitsluftspalt, die Federkraft sinkt, die Schaltzeiten werden länger. Weitere Einflussfaktoren sind Temperatur und Luftfeuchtigkeit. Aufgrund der geringen Genauigkeit werden Sicherheitsbremsen heute in der Regel nicht mehr zum Positionieren verwendet. 

### Arbeitsbremse (Leistungsbremse)
Sie haben beispielsweise die Aufgabe, einfache Maschinen mit ungeregelten Antrieben aus der Bewegung abzubremsen. Eine typische Anwendung sind Tischkreissägen. Nach dem Ausschalten des Motors muss die Sicherheitsbremse das rotierende Sägeblatt möglichst schnell zum Stillstand bringen, um das Verletzungsrisiko zu minimieren. 

### Haltebremse
Sicherheitsbremsen werden heute meistens als Haltebremsen verwendet. Das Abbremsen der Bewegung übernimmt dabei ein geregelter Antrieb, dessen Drehzahl zuerst bis auf Null verzögert wird, bevor die Sicherheitsbremse schließt. Sie muss also im normalen Betrieb die Anlage nur im Stillstand sicher halten. Haltebremsen müssen in der Regel aber auch für Notbremsungen ausgelegt sein, um bei Stromausfall oder Betätigung des NOT-AUS-Schalters die bewegten Massen schnell zum Stehen zu bringen. Schließlich müssen Sicherheitsbremsen in allen möglichen Betriebszuständen Anlagen vor Schäden und das Bedienpersonal vor Verletzungen sicher schützen.